# Вогмерові
Вогмерові (Trachipteridae) — родина костистих риб ряду лампридоподібних (Lampriformes).

## Опис
У вогмерових тіло подовжене і стиснуте з боків, рот маленький, висувний, плавального міхура немає. Кістяк у них слабко зкостенілий і череп складається переважно з хряща. Спинний плавець проходить уздовж усього верхнього краю тіла, у деяких видів має трохи збільшені передні промені. Хвостовий плавець розвинений слабо або складається із двох частин, з яких верхня сильно збільшена, спрямована косо нагору й має віялоподібну форму. Черевні плавці, якщо вони є, короткі й містять 8-9 променів.
Вони мають яскраво-сріблясте забарвлення з темними плямами й крапками на боках тіла й червоні або рожеві плавці.
Їхній вигляд сильно змінюється в міру росту: у мальків промені передньої частини спинного, черевних і нижньої частини анальних плавців сильно витягнуті і являють собою вимпелоподібні утворення, довжина яких перевищує довжину тіла. Хвостовий плавець у них має нормальну форму. Ці відмінності не раз приводили до того, що молодь вогмерових відносили до особливих видів і відокремлювали від дорослих риб.

## Спосіб життя
До цієї родини належить 3 роди з десятьма видами, розповсюдженими у всіх теплих морях на глибині до 500 м і що рідко піднімаються до поверхні. Всі вогмерові досить рідкісні й мало вивчені.
Вогмерові плавають за допомогою хвилеподібних рухів спинного плавця, а тіло їх розташовується у воді майже вертикально.